# Lambert z Maastricht
Lambert z Maastricht (ur. 635 w Maastricht, zm. 17 września ok. 700 w Liège) – biskup Maastricht, męczennik, święty Kościoła katolickiego.

## Żywot świętego
Lambert pochodził z zamożnej rodziny z Maastricht. Około 670 zamordowano biskupa Maastricht Teodarda, który zresztą był wujem Lamberta. Jego następcą został Lambert. Cieszył się poparciem króla Childeryka II. Po pewnym czasie król został zamordowany, a władzę przejął majordom Neustrii Ebroin. Wówczas skazano Lamberta na wygnanie. W związku z tym 7 lat przebywał w klasztorze w Stavelot. Po przejęciu rządów przez majordoma Pepina przywrócono Lamberta na stanowisko biskupa Maastricht. Przez kolejne lata umocnił struktury kościelne w Brabancji.
Lambert zginął z rąk zbójów nasłanych przez Dodona, co miało być zemstą za rzekome przyczynienie się biskupa do śmierci tegoż krewnych. Padł pod ciosami mieczy w bramie kościoła. Przed śmiercią zdążył się jeszcze pomodlić za swych prześladowców. Na miejscu śmierci świętego wystawiono kościół pod jego wezwaniem, który stał się miejscem kultu. Następcą Lamberta, biskupem Liège, został św. Hubert z Liège.

## Kult

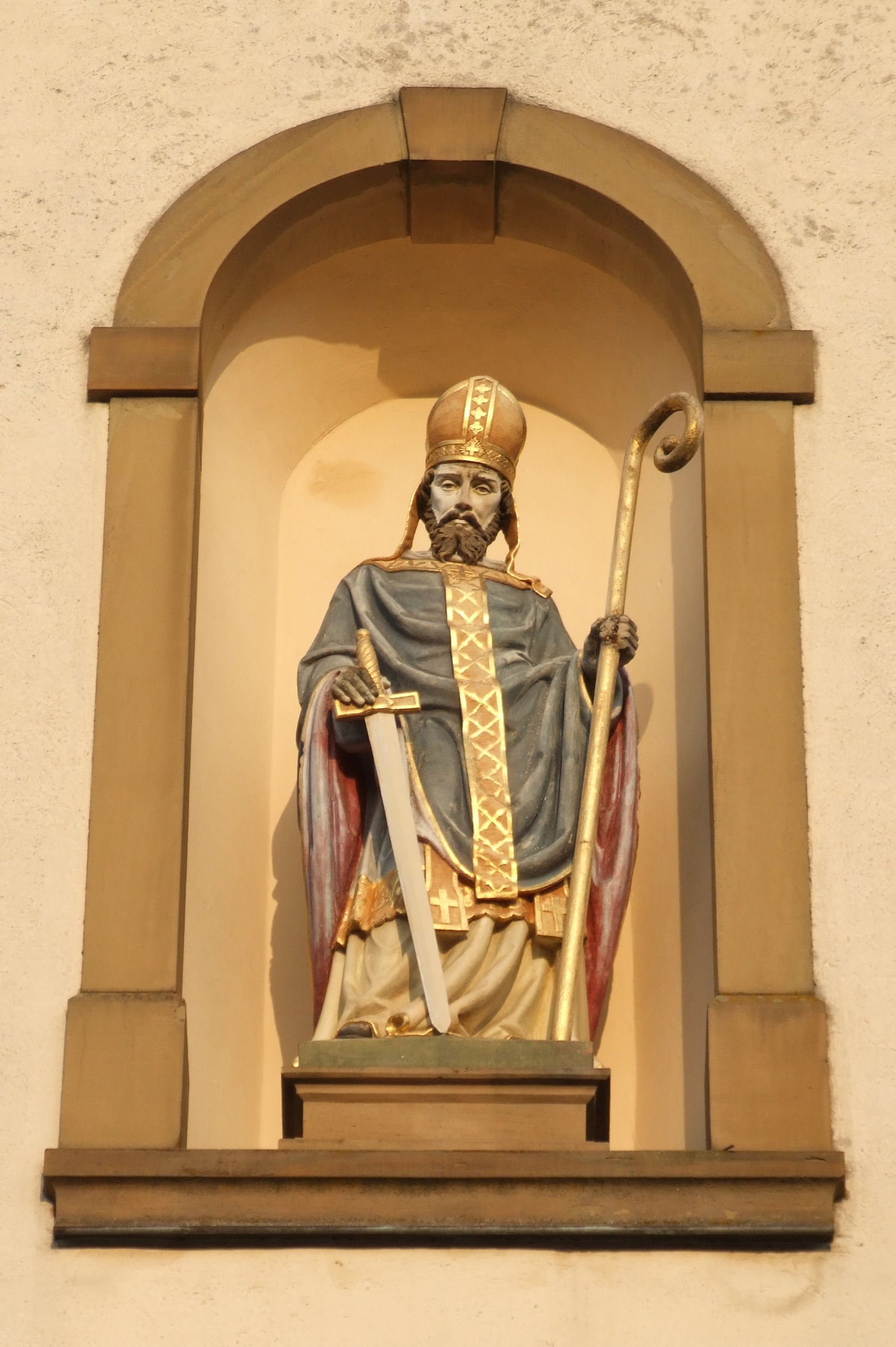

Wspomnienie liturgiczne św. Lamberta obchodzone jest 17 września – w rocznicę śmierci męczennika.
Jest głównym patronem diecezji Liège.
Jedyny w Polsce kościół pw. św. Lamberta znajduje się w Radomsku.
Imię tego świętego nadano na chrzcie królowi polskiemu Mieszkowi II.